# Andreas Ehrenberger
Andreas Ehrenberger, Pseudonyme Christianus Theophilus und Hareneus Geierbrand (* 1. September 1649 in Ohrdruf; † 13. August 1726 in Großeutersdorf) war ein deutscher evangelischer Pfarrer und Naturforscher.

## Leben
Andreas Ehrenberger studierte an der Universität Jena, erwarb den Magister der Philosophie und wirkte ab 1673 als Kantor in Orlamünde. Andreas Ehrenberger wurde am 5. Februar 1684 in Altenburg ordiniert und wirkte ab 7. September 1684 als Pfarrer in Großeutersdorf bei Orlamünde. Er beschäftigte sich mit Astronomie und versuchte unter anderem nachzuweisen, dass Monde und Planeten ebenso wie die Erde von lebenden Wesen bewohnt seien.
Er war seit dem 25. November 1673 mit Catharina, geborene Hörgel, einer Tochter von Wolfgang Hörgel aus Oberweimar, verheiratet. Der Mathematiker und Physiker am Gymnasium Casimirianum in Coburg Bonifacius Heinrich Ehrenberger war der Sohn des Ehepaars.

## Schriften (Auswahl)
Andreas Ehrenberger
- Allerhand dem Worte Gottes und reiner Lehre zuwider lauffende Erzehlungen: einfältigen Glaubens-Genossen zur Warnung und Verständigen zur Überlegung. Jena 1716 (Digitalisat)
- Die noch unümgestossene Vielheit der Welt-Kugeln, Oder Daß die Planeten Welt-Kugeln seyn, Ferner erläuter und behauptet Wider Tit. Hn. D. Joh. Georg Pertschen, Superint. und SS. Th. P.P. &c. zu Gera. Georg Christ. Tröbern, Jena 1717 (Digitalisat)

Pseudonym Hareneo Geierbrand
- Curiöse und Wohlgegründete Gedancken Von mehr als einer Bewohnten Welt. Vierte Auflage, Jena 1718 (Digitalisat)

Pseudonym Christiano Theophilo
- Kürtzliche Betrachtung Ideae Pietismi, Oder: Des Kurtzen Entwurffs Von der so genannten Pietisten Ursprung, Lehre und Glauben Eines unrechten Orthodoxophili. Franckfurt und Leipzig 1716 (Digitalisat)